# Matthew Holden, Jr.
Matthew Holden, Jr. (* 12. September 1931 in Mound Bayou; † 26. Januar 2025) war ein US-amerikanischer Politikwissenschaftler und Professor an der University of Illinois at Springfield. Er amtierte 1998/99 als Präsident der American Political Science Association (APSA).
Holden machte 1954 den Bachelor-Abschluss in Politikwissenschaft an der Roosevelt University in Chicago. 1956 folgte das Master-Examen an der Northwestern University, wo er 1961 zum Ph.D. promoviert wurde. Nach Tätigkeiten an der Wayne State University, der University of Pittsburgh, Resources for the Future und dem Urban Institute in Washington, D.C. wurde er Professor für Politikwissenschaft an der University of Wisconsin–Madison. In den 1970er Jahren war er zudem als Politikberater tätig. 1981 wurde Holden zum Henry L. and Grace M. Doherty Professor Emeritus of Politics an der University of Virginia ernannt und war dort bis 2002 tätig. Danach wurde er 2009 zum Wepner Distinguished Professor für Politikwissenschaft an der University of Illinois ernannt.
2001 wurde Holden in die American Academy of Arts and Sciences gewählt.

## Schriften (Auswahl)
- Continuity and disruption. Essays in public administration. University of Pittsburgh Press, Pittsburgh 1996, ISBN 0-8229-3885-5.
- The politics of the Black „nation“. Chandler Pub. Co., New York 1973, ISBN 0-8102-0445-2.
- The white man's burden. Chandler Pub. Co., New York 1973, ISBN 0-8102-0444-4.